# 1-2-0

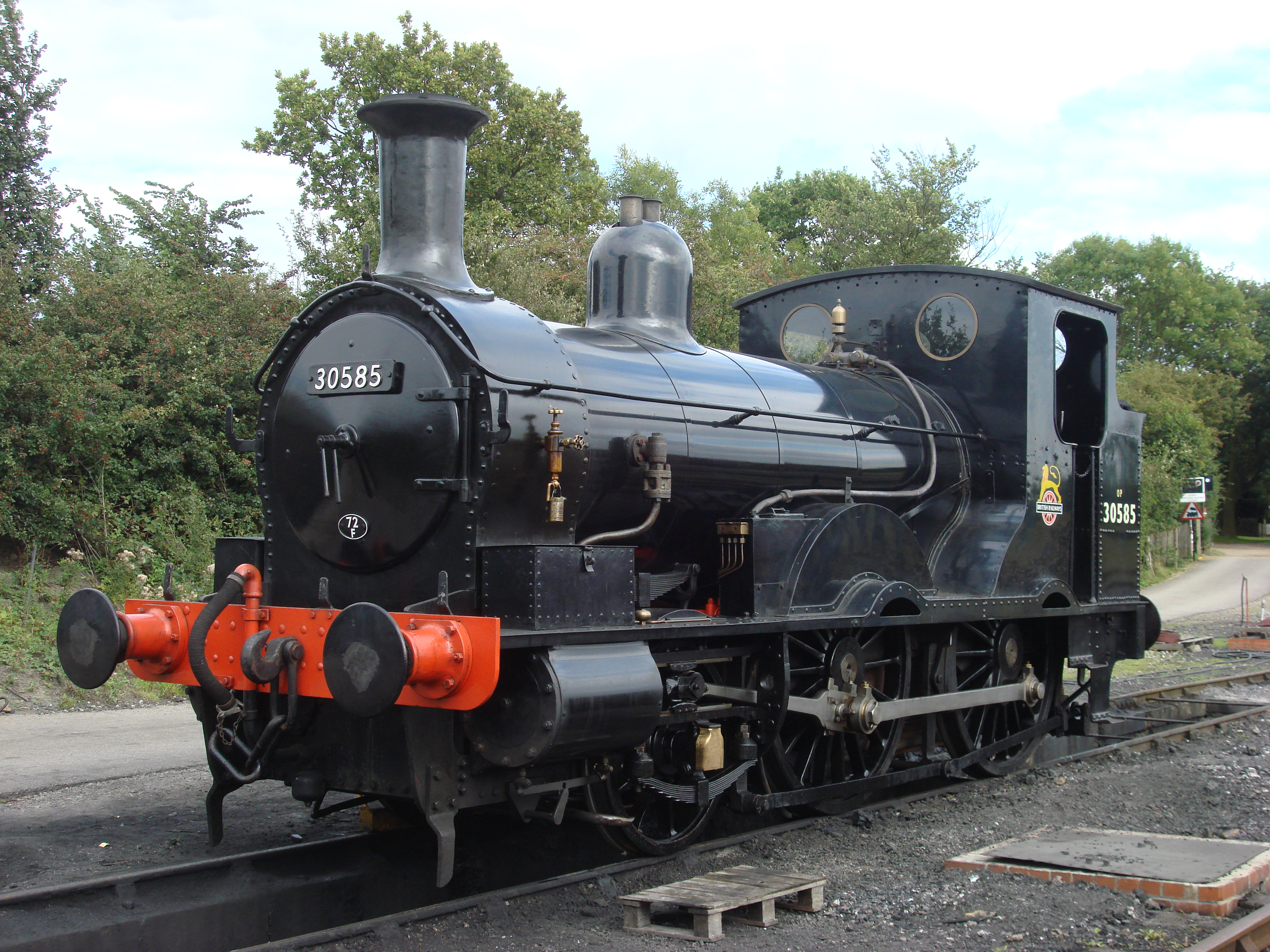
Британский танк-паровоз типа 1-2-0

Тип 1-2-0 — паровоз с двумя движущими осями в одной жёсткой раме и с одной бегунковой осью.
Другие методы записи:
- Американский — 2-4-0
- Французский — 120
- Германский — 1B

## Примеры паровозов
Маломощные товарные, а позже — пассажирские паровозы. Разделялись на две большие группы: паровозы с топкой, расположенной за движущими колёсами и паровозы с топкой, расположенной перед задней движущей колёсной парой.
- Паровоз B
- Тип 2 Коломенского завода